# Desnes
Desnes ist eine französische Gemeinde mit 490 Einwohnern (Stand 1. Januar 2022) im Département Jura in der Region Bourgogne-Franche-Comté. Sie gehört zum Arrondissement Lons-le-Saunier und zum Kanton Bletterans.

## Geografie
In der Gemeindegemarkung gibt es einige kleine Seen, darunter den Étang Fruitier, den Étang de Desnes, den Grand Virolot und den Petit Virolot. Desnes grenzt im Nordosten an Vincent-Froideville, Ruffey-sur-Seille im Südosten, Bletterans im Südwesten, Relans im Westen und Commenailles im Nordwesten.

## Bevölkerungsentwicklung
| Jahr                       | 1962 | 1968 | 1975 | 1982 | 1990 | 1999 | 2008 | 2017 |
| -------------------------- | ---- | ---- | ---- | ---- | ---- | ---- | ---- | ---- |
| Einwohner                  | 333  | 323  | 323  | 328  | 367  | 425  | 474  | 481  |
| Quellen: Cassini und INSEE |      |      |      |      |      |      |      |      |